# Batman: New Times
Batman: New Times és una pel·lícula d'animació estatunidenca dirigida per Jeffery Scheetz el 2005. Pinta una versió de Batman amb personatges que s'assemblen als legos.

## Argument
Mentre que Bruce Wayne dirigeix un festí al seu casal, rep una crida del comissari Gordon que li informa que el Joker s'ha evadit una vegada més de l'asil psiquiàtric...

## Repartiment de doblatge en la versió original
- Adam West: Bruce Wayne / Batman.
- Joshua Adams: Robin / Dick Grayson.
- Alan Shearman: Alfred Pennyworth.
- Mark Hamill: Joker.
- Courtney Thorne-Smith: Catwoman / Ms. Kitka Karenska.
- Dick Van Dyke: James Gordon.
- Sean Fitzsimmons: Harvey Bullock.
- Anne Scheetz: Fiona Vost.
- Chrissy Kiehl: Harley Quinn.